# کلیسای حواری یغیشه مقدس
کلیسای حواری یغیشه مقدس (ارمنی: Սուրբ Եղիշե առաքյալ եկեղեցի) یک کلیسا متعلق به کلیسای حواری ارمنی واقع در شهر اوغوز (شهر)،  شهرستان اوغوز جمهوری آذربایجان می‌باشد. ساخت و ساز این ساختمان در سال میلادی؛ به پایان رسید. این بنا به سبک معماری ارمنی طراحی شده است.